# Liste des zones franches urbaines

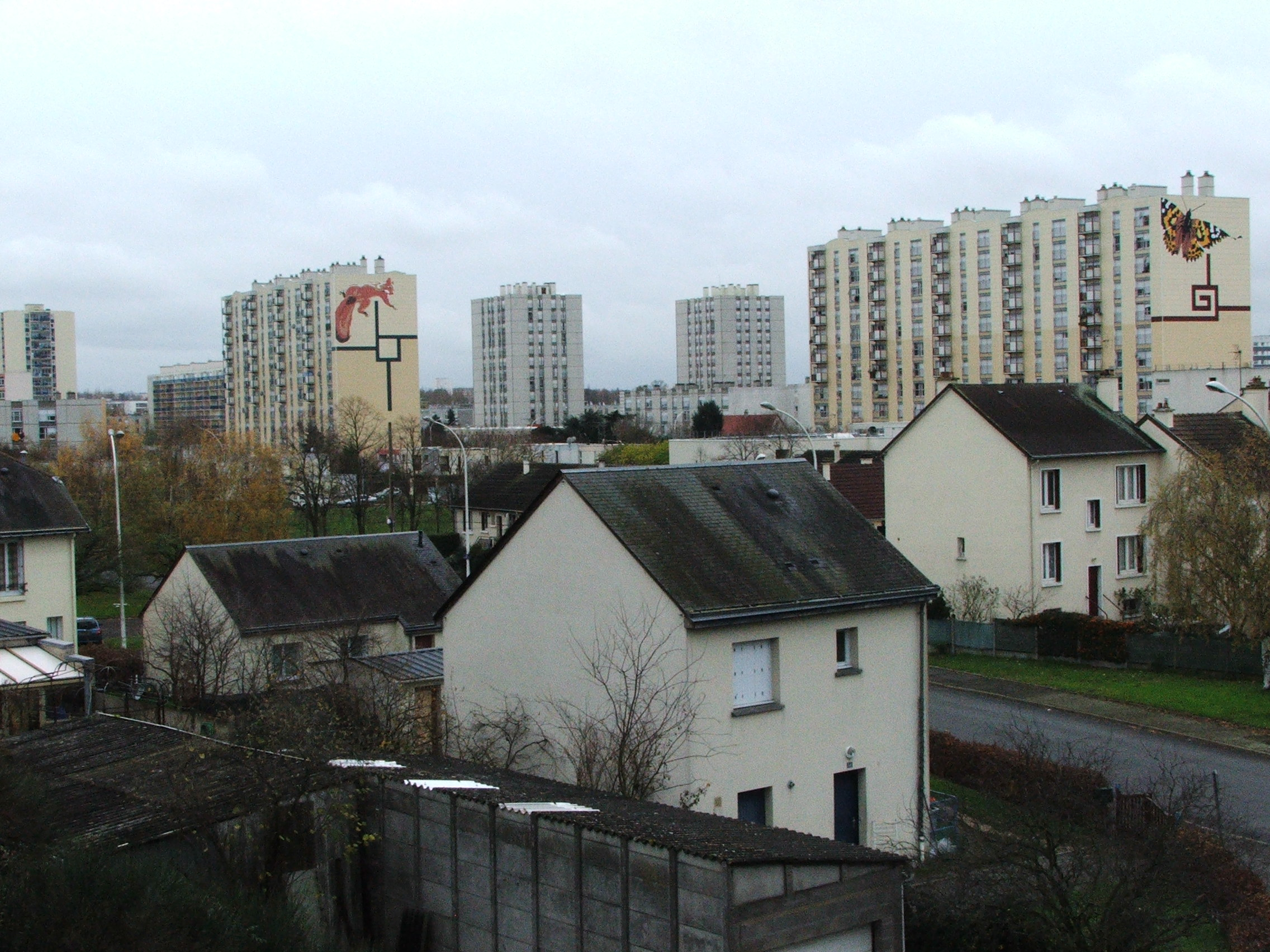
Quartier Les Sablons, au Mans.

Cette liste répertorie les zones franches urbaines créées en France par la loi du 14 novembre 1996 relative à la mise en œuvre du pacte de relance pour la ville, par la loi du 1er août 2003 d'orientation et de programmation pour la ville et la rénovation urbaine puis par la loi pour l'égalité des chances du 31 mars 2006.

## Loi de 1996
| Villes                                     | Quartiers |
| ------------------------------------------ | --- |
| Amiens                                     | Quartiers Nord                                                                                                   |
| Belfort                                    | Les Résidences                                                                                                   |
| Bondy                                      | quartier Nord |
| Bourges                                    | Bourges-Nord : Chancellerie, Gibjoncs, Turly, Barbottes                                                          |
| Calais                                     | Beau Marais |
| Cenon/Floirac/Lormont/Bordeaux             | Hauts de Garonne, Bastide                                                                                        |
| Champigny-sur-Marne/Chennevières-sur-Marne | Le Bois-l'Abbé, Les Mordacs                                                                                      |
| Charleville-Mézières                       | Ronde-Couture |
| Chenôve                                    | Le Mail |
| Clichy-sous-Bois/Montfermeil               | grands ensembles du haut et du bas Clichy et de Montfermeil                                                      |
| Creil/Montataire                           | plateau Rouher                                                                                                   |
| Dreux/Sainte-Gemme-Moronval                | plateau Est : Chamards, Croix Tiénac, Lièvre d'Or, Le Moulec, Haricot, Feilleuses                                |
| Garges-lès-Gonesse/Sarcelles               | Dame Blanche Nord et Ouest, La Muette, Lochères                                                                  |
| Grigny/Viry-Châtillon                      | La Grande Borne et le village de Grigny                                                                          |
| La Seyne-sur-Mer                           | ZUP de Berthe |
| Le Havre                                   | Mont Gaillard, La Forêt (bois de Bléville), Mare Rouge                                                           |
| Le Mans                                    | Les Sablons |
| Les Mureaux                                | Cinq quartiers (ZAC du Roplat)                                                                                   |
| Lille/Loos-lès-Lille                       | Lille-Sud, faubourg de Béthune, Moulins                                                                          |
| Mantes-la-Jolie                            | Le Val-Fourré |
| Marseille                                  | Nord littoral (plan d'Aou-La Bricarde-La Castellane), Levallon, Mourepiane                                       |
| Meaux                                      | Beauval, La Pierre Collinet                                                                                      |
| Metz                                       | Borny (Hauts de Blémont)                                                                                         |
| Montereau-Fault-Yonne                      | ZUP de Surville                                                                                                  |
| Montpellier                                | La Paillade |
| Mulhouse                                   | Les Coteaux, Briand Franklin, Brossolette (Bourtzwiller), Drouot, Porte du Miroir, Wolf, Wagner, Vauban, Neppert |
| Nice/Saint-André                           | L'Ariane |
| Nîmes                                      | ZUP Pissevin-Valdegour                                                                                           |
| Cherbourg-Octeville                        | Les Provinces |
| Perpignan                                  | Le Vernet |
| Reims                                      | Croix-Rouge |
| Roubaix/Tourcoing                          | La Bourgogne, Alma, Cul-de-Four, Fosse aux Chênes, Epidème, Roubaix centre, Epeule, Sainte-Elisabeth             |
| Saint-Dizier                               | Le Vert-Bois, Le Grand Lachat                                                                                    |
| Saint-Étienne                              | Montreynaud |
| Saint-Quentin                              | Le Vermandois |
| Strasbourg                                 | Neuhof |
| Valence                                    | Valence-le-Haut (Fontbarlette, Le Plan)                                                                          |
| Vaulx-en-Velin                             | ex-ZUP, Grappinière, Petit Pont                                                                                  |

| Villes                    | Quartiers                                        |
| ------------------------- | ------------------------------------------------ |
| Pointe-à-Pitre/Les Abymes | Boissard, Mortenol, Les Lauriers, sortie Sud-Est |
| Basse-Terre               | Rivière des Pères, centre ville                  |
| Saint-Laurent-du-Maroni   | Charbonnière, centre bourg                       |
| Fort-de-France            | Dillon                                           |
| Saint-Denis               | Chaudron, Le Moufia, Cerf                        |
| Cayenne                   | Village Chinois, quartiers Sud.                  |

## Loi de 2003

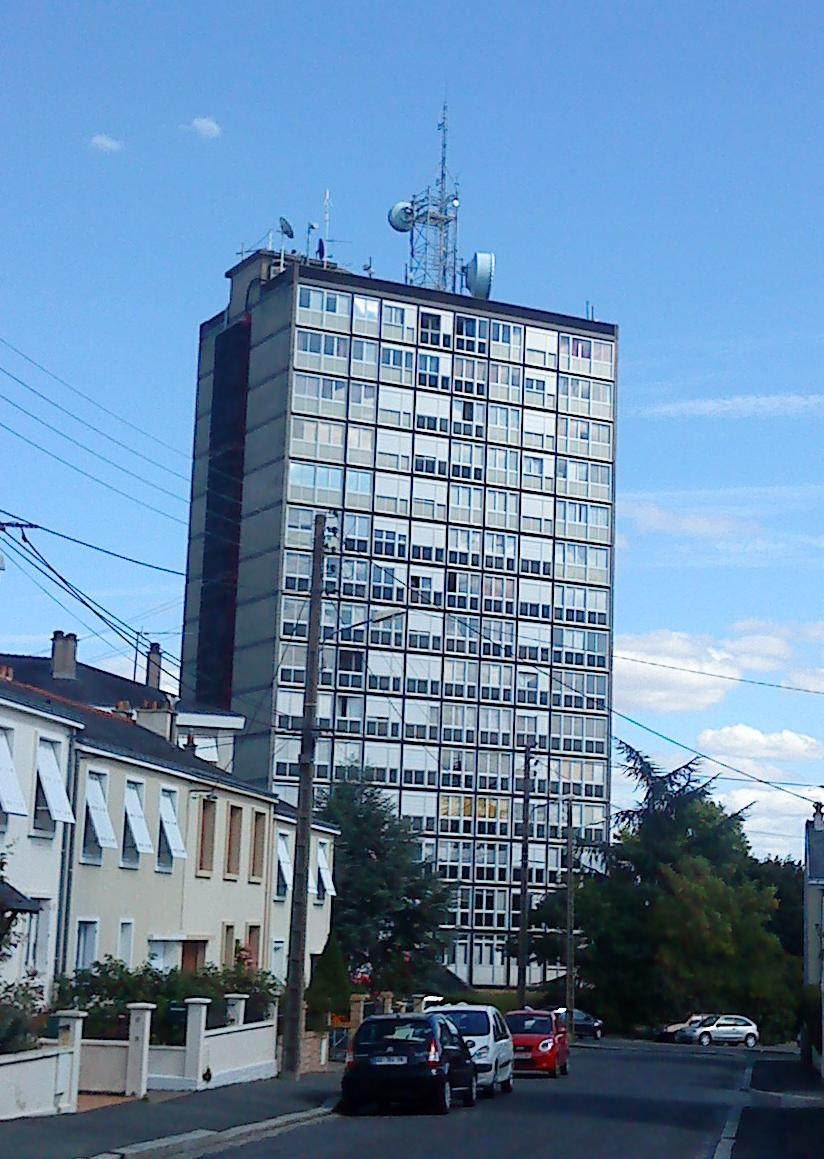
Tour Viollet à Belle-Beille, Angers.

| Villes                                                                      | Quartiers                                                                                           |
| --------------------------------------------------------------------------- | --------------------------------------------------------------------------------------------------- |
| Marseille                                                                   | Saint-Barthélémy, Le Canet, Delorme-Paternelle                                                      |
| Anzin, Beuvrages, Valenciennes                                              | Secteur intercommunal : Dutemple, Saint Waast, Chasse royale ; Bleuse Borne ; Fénelon ; Carpeaux    |
| Saint-Pol-sur-Mer                                                           | Quartiers Ouest, Cité Liberté                                                                       |
| Stains                                                                      | Clos Saint Lazare, Allende                                                                          |
| Toulouse                                                                    | La Reynerie, Bellefontaine, Faourette, Bagatelle, Bordelongue                                       |
| Aulnay-sous-Bois                                                            | La Rose des Vents, Cité Emmaüs, Les Merisiers, Les Etangs                                           |
| Caen                                                                        | Guérinière, Grâce de Dieu                                                                           |
| Vénissieux                                                                  | Les Minguettes                                                                                      |
| Villiers-le-Bel                                                             | Les Puits, La Marlière, Derrière-les-Murs-de-Monseigneur                                            |
| Maubeuge, Louvroil                                                          | Sous le Bois, Douzies, Montplaisir et Epinettes                                                     |
| Béziers                                                                     | Les Arènes, La Devèze                                                                               |
| Soissons                                                                    | Presles, Chevreux                                                                                   |
| La Courneuve                                                                | Les 4000                                                                                            |
| Sevran                                                                      | Les Beaudottes                                                                                      |
| Blois                                                                       | ZUP Nord, Quartiers Nord (Bégon, Croix Chevalier, Coty, Kennedy, Sarrazines, Mirabeau, Jules Ferry) |
| Besançon                                                                    | Planoise                                                                                            |
| Rouen                                                                       | Le Plateau : Châtelet, La Lombardie, Les Sapins, La Grand'Mare                                      |
| Évreux, Guichainville, Le Vieil-Évreux                                      | La Madeleine, Le Long Buisson                                                                       |
| La Chapelle-Saint-Luc, Les Noës-près-Troyes, Troyes, Sainte-Savine          | Chantereigne Montvilliers                                                                           |
| Woippy, Metz                                                                | Saint-Eloi, Pré Génie                                                                               |
| Alençon                                                                     | Courteille Perseigne                                                                                |
| Vitry-sur-Seine                                                             | Grand ensemble Ouest-Est                                                                            |
| Strasbourg                                                                  | Hautepierre, Neuhof                                                                                 |
| La Rochelle                                                                 | Mireuil, Laleu, La Pallice, La Rossignolette                                                        |
| Nancy, Vandœuvre-lès-Nancy, Laxou, Maxéville                                | Haut du Lièvre, Nations                                                                             |
| Rillieux-la-Pape                                                            | Ville nouvelle                                                                                      |
| Argenteuil                                                                  | Val d'Argent                                                                                        |
| Grenoble                                                                    | Village Olympique, La Villeneuve                                                                    |
| Corbeil-Essonnes, Évry                                                      | Les Tarterêts, Les Pyramides                                                                        |
| Épinay-sur-Seine                                                            | Orgemont                                                                                            |
| Clermont-Ferrand                                                            | Croix de Neyrat, Quartiers Nord                                                                     |
| Sartrouville                                                                | Le Plateau, Cité des Indes                                                                          |
| Melun                                                                       | Quartier Nord                                                                                       |
| Nantes, Saint-Herblain                                                      | Bellevue                                                                                            |
| Le Blanc-Mesnil, Dugny                                                      | Quartiers Nord                                                                                      |
| Trappes                                                                     | Les Merisiers                                                                                       |
| Angers                                                                      | Belle-Beille                                                                                        |
| Saint-Nazaire                                                               | Quartier Ouest : Avalix, La Boulletterie, Tréballe, La Chesnaie                                     |
| Beauvais                                                                    | Argentine                                                                                           |
| Épinay-sous-Sénart                                                          | Cinéastes-Plaine                                                                                    |
| Hénin-Beaumont, Montigny-en-Gohelle, Courrières, Rouvroy, Drocourt, Dourges | ZAC des 2 villes, Quartier du Rotois, Quartier Sud-Ouest (Jean Macé), Cité de Nouméa                |
| Brest                                                                       | Pontanézen, Kérédern, ZUP de Bellevue                                                               |

## Loi de 2006
| Villes | Quartiers |
| --- | --- |
| Avignon | Croix des Oiseaux, Saint Chamand, Monclar |
| Behren-lès-Forbach                                                                                           | La Cité |
| Choisy-le-Roi, Orly                                                                                          | Le Grand Ensemble |
| Denain, Douchy-les-Mines                                                                                     | Faubourg du Château, La Liberté, Nouveau Monde |
| Douai, Auby, Flers-en-Escrebieux, Roost-Warendin, Waziers, Sin-le-Noble, Montigny-en-Ostrevent, Pecquencourt | Les Asturies, Dorignies, pont de la Deule, Belleforière, La Clochette, Le Bivouac, Notre-Dame, résidence Lambrecht, cité du Moucheron, cité Montigny, cité des Agneaux, cité Barrois, cité des Pâtures |
| Drancy, Bobigny, Aubervilliers, Pantin                                                                       | Étoile, Grémillon, pont de Pierre, Les Courtillières |
| Hem, Roubaix                                                                                                 | Longchamps, Trois Baudets, Trois Fermes, Lionderie, Hauts Champs |
| Hérouville-Saint-Clair                                                                                       | Hérouville est: Le Val, Les Belles Portes, Le Grand Parc |
| Lyon, 9e arrondissement                                                                                      | La Duchère |
| Montbéliard                                                                                                  | Petite Hollande |
| Neuilly-sur-Marne                                                                                            | Les Fauvettes |
| Orléans | Argonne |
| Sens | Quartier est: Les Champs d’Aloup, Les Champs Plaisants, Les Arènes, Les Chaillots |
| Toulon | Centre ancien. |

| Villes                                | Quartiers                             |
| ------------------------------------- | ------------------------------------- |
| Saint-André, Bras-Panon, Saint-Benoît | La Cressonnière, quartier Rive droite |